# Niewolnictwo płacowe
Niewolnictwo płacowe – termin opisujący zależność danej osoby od zarobków jako źródła utrzymania, zwłaszcza gdy te są niskie, warunki pracy złe oraz istnieje niewielka szansa na awans bądź zmianę zawodu. Termin jest często używany przez krytyków pracy do opisywania wyzysku i stratyfikacji społecznej. Niewolnictwo płacowe zakłada, że wybór między pracą, a śmiercią z głodu, bezdomnością czy wykluczeniem społecznym wcale nie jest wolnym wyborem. Jest uznawany za formę alienacji ustanowionej przez człowieka i opartej na relacji zniewolenia. Innymi słowy, człowiek codziennie zatrudnia swoją siłę roboczą wyłącznie, aby przetrwać. Pokrewnym terminem jest „przymus ekonomiczny”, który odnosi się szerzej do sytuacji ekonomicznej danej osoby, ale jest również stosowany w odniesieniu do wykonywania pracy na rzecz innych podmiotów.
Niewolnictwo płacowe jest postrzegane przede wszystkim jako nierówna siła przetargowa między pracą a kapitałem, zwłaszcza gdy pracownicy otrzymują stosunkowo niskie płace, takie jak w sweatshopach, tj. miejscach opisywanych jako bez samorządności pracowniczej, możliwości dokonywania wyborów zawodowych i braku wolnego czasu. Krytyka stratyfikacji społecznej obejmuje szerszy zakres wyborów zawodowych związanych z presją hierarchicznego społeczeństwa, które determinuje wyborów niesatysfakcjonujących prac, które pozbawiają ludzi ich „charakteru gatunkowego” nie tylko w sytuacji zagrożenia skrajnego ubóstwa i głodu, ale także stygmatyzacji społecznej i osłabienia statusu. Przy czym, zwraca się jednocześnie uwagę na niemożność wyizolowania z człowieka zdolności do pracy i uczynienia z niej przedmiotu obrotu towarowego. Historycznie wiele organizacji i działaczy socjalistycznych opowiadało się za samorządem robotniczym lub spółdzielniami pracowniczymi jako możliwe alternatywy dla pracy najemnej.
Na podobieństwa między pracą najemną a niewolnictwem zwracał uwagę już Cyceron, m.in. w sowim dziele De Officiis. Wraz z nadejściem rewolucji przemysłowej myśliciele tacy jak Pierre-Joseph Proudhon i Karl Marx opracowali porównanie między pracą najemną a niewolnictwem i zaangażowali się w krytykę pracy, podczas gdy luddyści podkreślali dehumanizację spowodowaną przez maszyny. Wprowadzenie pracy najemnej w XVIII-wiecznej Wielkiej Brytanii spotkało się z oporem, dając początek zasadom syndykalizmu i anarchizmu.
Przed amerykańską wojną secesyjną obrońcy niewolnictwa z Południa powoływali się na koncepcję niewolnictwa za wynagrodzeniem, aby móc porównać stan swoich niewolników z robotnikami na Północy. Stany Zjednoczone zniosły większość form niewolnictwa po wojnie secesyjnej, ale działacze związkowi uznali powyższą praktykę za trafną metaforę – według historyka Lawrence’a Glickmana, w wieku pozłacanym „w prasie robotniczej pełno było odniesień i trudno znaleźć przemówienie przywódcy związkowego bez powyższego wyrażenia”.
Termin „niewolnictwo płacowe” prawdopodobnie po raz pierwszy został użyty w 1836 przez kobiety pracujące w branży tekstylnej w Lowell w stanie Massachusetts, zwane Lowell Mill Girls. Pracowały one w fabrykach (dość często w młodym wieku) około 70–80 godzin tygodniowo i żyły w pensjonatach, często będących własnością właścicieli zakładów.

## Praca najemna a niewolnictwo

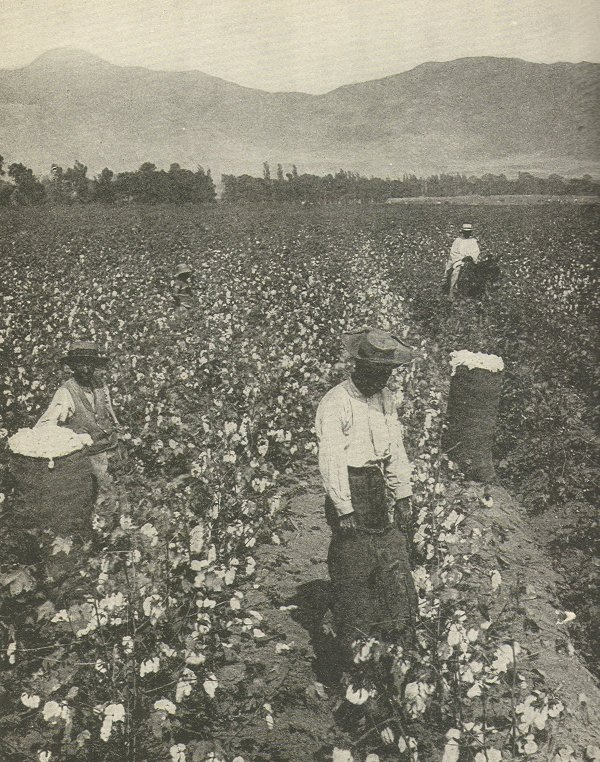
Afroamerykańscy pracownicy najemni zbierający bawełnę na plantacji na Południu Stanów Zjednoczonych

Karl Marx opisał społeczeństwo kapitalistyczne jako naruszające autonomię jednostki, ponieważ opiera się na materialistycznej i utowarowiającej koncepcji ciała i jego wolności (tj. jako czegoś, co jest sprzedawane, wynajmowane lub wyobcowane w społeczeństwie klasowym). Według Friedricha Engelsa:

Niewolnik sprzedany zostaje raz na zawsze, proletariusz musi sprzedawać się sam codziennie i co godzinę. Poszczególny niewolnik, jako własność jednego pana, posiada, już z uwagi na własny interes tego pana, egzystencję zapewnioną, choćby nawet najnędzniejszą.

### Podobieństwa z niewolnictwem

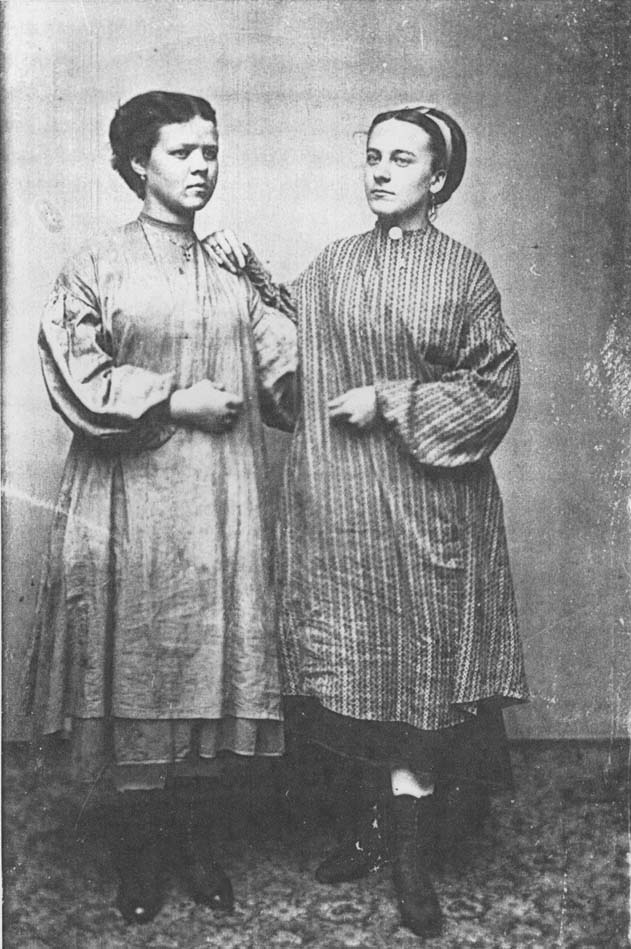
Ferrotypia dwóch młodych kobiet z Lowell.

Krytycy pracy najemnej dostrzegli kilka podobieństw między pracą najemną a niewolnictwem:
1. Ponieważ niewolnik jest własnością, jego wartość dla właściciela jest pod pewnymi względami wyższa niż wartość pracownika, który może zrezygnować, zostać zwolniony lub zastąpiony. Właściciel niewolnika dokonał większej inwestycji w postaci pieniędzy zapłaconych za niego. Z tego powodu w czasach recesji, niewolników nie można było zwalniać jak robotników najemnych. „Niewolnik płacowy” może również zostać skrzywdzony bez kosztów. Amerykańscy niewolnicy w XIX w. poprawili swój standard życia od XVIII w.[25] i – według historyków Fogela i Engermana – zapisy plantacyjne pokazują, że pracowali mniej, lepiej ich karmiono i tylko sporadycznie biczowano – ich warunki materialne w XIX w. były „lepsze niż to, co zazwyczaj dostępne dla wolnych robotników miejskich w tym czasie”[26]. Było to częściowo spowodowane niewolniczymi strategiami psychologicznymi w systemie gospodarczym innym niż kapitalistyczne niewolnictwo płacowe. Według Marka Michaela Smitha z Economic History Society, „chociaż natrętny i opresyjny, paternalizm, sposób, w jaki stosowali go panowie i metody, którymi posługiwali się niewolnicy, sprawiły, że próby właścicieli niewolników wprowadzenia kapitalistycznych reżimów pracy na ich plantacjach były nieskuteczne i pozwalały niewolnikom wytworzyć pewien stopień autonomii”[27].
2. W przeciwieństwie do niewolnika, robotnik najemny może (z wyjątkiem bezrobocia lub braku ofert pracy) przeważnie wybierać między pracodawcami, ci jednak zwykle stanowią mniejszość właścicieli w populacji, dla której pracownik najemny musi pracować, podczas gdy próby wprowadzenia kontroli pracowniczej w przedsiębiorstwach pracodawców mogą być uznane za akt kradzieży lub niesubordynacji, a tym samym spotkać się z przemocą, więzieniem lub innymi środkami prawnymi i społecznymi. Robotnik najemny staje przed wyborem pracy dla pracodawcy lub walka z ubóstwem i głodem. Za odmowę pracy niewolnika nakłada się również szereg kar; od bicia do pozbawienia żywności – choć racjonalni ekonomicznie właściciele niewolników praktykowali pozytywne wzmacnianie, aby osiągnąć najlepsze wyniki i przed utratą inwestycji[28][29].
3. Z historycznego punktu widzenia zakres zawodów i pozycji statusowych zajmowanych przez niewolników był prawie tak szeroki, jak zakres zajmowany przez osoby wolne, co wskazuje na pewne podobieństwa między niewolnictwem a niewolnictwem zarobkowym[30].
4. Podobnie jak niewolnictwo, niewolnictwo zarobkowe nie wywodzi się z niezmiennej „natury ludzkiej”, ale stanowi „specyficzną odpowiedź na warunki materialne i historyczne”, która „reprodukuje mieszkańców, stosunki społeczne, idee i społeczne forma życia codziennego”[31].

Według amerykańskiego filozofa Noama Chomsky’ego sami robotnicy zauważyli podobieństwa między zwykłym niewolnictwem a tym zarobkowym. Zwracał on uwagę, że dziewiętnastowieczne pracownice zakładów tekstylnych w Lowell, które nie znały europejskiego marksizmu czy anarchizmu, potępiły „degradację i podporządkowanie” nowo powstającego systemu przemysłowego oraz „nowego ducha epoki: zdobywać bogactwo, zapominając o wszystkim poza sobą”, utrzymując, że „ci, którzy pracują w młynach, powinni je posiadać”. Swoje poglądy wyraziły w protest songu śpiewanego podczas strajku w 1836:
| Tekst oryginalny | Tłumaczenie |
| --- | --- |
| Oh! isn’t it a pity, such a pretty girl as I Should be sent to the factory to pine away and die? Oh! I cannot be a slave, I will not be a slave, For I’m so fond of liberty, That I cannot be a slave. | Oh! czyż nie szkoda, że taka ładna dziewczyna jak ja Powinna zostać wysłana do fabryki, by uschnąć i umrzeć? Oh! Nie mogę być niewolnikiem, nie będę niewolnikiem, Bo tak kocham wolność, Że nie mogę być niewolnikiem. |

Obrona zarówno pracy najemnej, jak i niewolnictwa, w literaturze łączyła podporządkowanie człowieka człowiekowi z podporządkowaniem człowieka naturze – argumentując, że hierarchia i szczególne stosunki produkcji systemu społecznego reprezentują ludzką naturę i nie są bardziej przymusowe niż rzeczywistość samego życia. Zgodnie z tą narracją, każda próba gruntownej zmiany status quo, oparta na dobrych intencjach, jest naiwnie utopijna i spowoduje powstanie bardziej opresyjnych warunków. Szefowie w obu tych długotrwałych systemach twierdzili, że ich systemy stworzyły wiele bogactwa i dobrobytu. W pewnym sensie obie tworzyły miejsca pracy, a ich inwestycja wiązała się z ryzykiem.
Antropolog David Graeber zauważył, że historycznie pierwsze znane nam umowy o pracę najemną – czy to w starożytnej Grecji, Rzymie, malajskim czy suahilijskim mieście-państwie na Oceanie Indyjskim – były w rzeczywistości umowami na wynajem niewolników (zazwyczaj właściciel otrzymywałby część pieniędzy, a niewolnicy drugą, z którą mógł utrzymać wydatki na życie). Według Graebera takie rozwiązania były dość powszechne również w niewolnictwie w Nowym Świecie, czy to w Stanach Zjednoczonych, czy w Brazylii. C.L.R. James twierdził, że większość technik organizacji ludzkiej stosowanych w fabrykach podczas rewolucji przemysłowej najpierw rozwinęła się na plantacjach niewolników. Praca w późniejszym okresie „wywodzi innowacje nowoczesnego zarządzania z plantacji niewolników”.

## Podejście w różnych systemach ekonomicznych
Niektórzy antykapitalistyczni myśliciele twierdzą, że elita utrzymuje płacowe niewolnictwo i podzieloną klasę robotniczą poprzez swój wpływ na media i przemysł rozrywkowy, instytucje edukacyjne, niesprawiedliwe prawo, nacjonalistyczną i korporacyjną propagandę, naciski i zachęty do internalizacji wartości przydatnych dla struktury władzy, przemocy państwa, strachu przed bezrobociem i historycznej spuścizny wyzysku i akumulacji/transferu zysków w poprzednich systemach, które ukształtowały rozwój teorii ekonomii. Adam Smith zauważył, że pracodawcy często współpracują, aby utrzymać niskie płace i mieć przewagę w konfliktach pomiędzy pracownikami a pracodawcami:

Interes przedsiębiorców [...] w jakiejkolwiek szczególnej gałęzi handlu lub produkcji jest zawsze pod pewnymi względami inny, a nawet przeciwny do interesu publicznego. [...] [Oni] generalnie mają interes w oszukiwaniu, a nawet uciskaniu społeczeństwa. [...] Jak mawiano, rzadko słyszymy o kombinacjach panów, a za to często o [kombinacjach] robotników. Ale ktokolwiek, kto z tego powodu wyobraża sobie, że panowie rzadko się łączą, jest tak samo ignorantem w świecie, jak i przedmiocie. Panowie są zawsze i wszędzie w rodzaju milczącej, ale stałej i jednolitej współpracy, aby nie podnieść płac ponad ich rzeczywistą stawkę. [...] Nietrudno jednak przewidzieć, która z dwóch stron musi, ogólnie rzecz biorąc, zyskać przewagę w sporze i zmusić drugą stronę do przestrzegania ich warunków.

### Kapitalizm
Koncepcję niewolnictwa płacowego można wywieść od postaci przedkapitalistycznych, takich jak Gerrard Winstanley z radykalnego ruchu Diggerów w Anglii, który napisał w swojej broszurze z 1649 Nowe Prawo Sprawiedliwości (ang. The New Law of Righteousness), że „nie będzie kupna ani sprzedaży, żadnych jarmarków ani sprzedaży na rynkach, lecz cała ziemia będzie wspólnym skarbcem dla każdego człowieka” oraz „nie będzie żadnego Pana nad innymi, ale każdy będzie Panem samego siebie”.
Arystoteles stwierdził, że „wynika z tego, że w państwie posiadającym najlepszy ustrój i mężów sprawiedliwych bezwzględnie, a nie z pewnego tylko punktu widzenia, obywatele nie mogą prowadzić życia prostego robotnika ani handlowca, bo życie takie nie jest szlachetne i nie pozwala na rozwijanie cnoty”, które często parafrazowane jest jako „wszystkie płatne prace degradują i absorbują duszę”. Cyceron napisał w 44 p.n.e., że „pospólstwo składa się ze wszystkich robotników najemnych, którym płacimy za zwykłą pracę fizyczną, a nie za umiejętności artystyczne; w ich przypadku bowiem sama płaca, jaką otrzymują, jest rękojmią ich niewolnictwa”. Nieco podobną krytykę wyrazili także niektórzy zwolennicy liberalizmu, tacy jak Silvio Gesell, Thomas Paine i Henry George, który zainspirował filozofię ekonomiczną znaną jako georgizm.
Dla Karola Marksa i myślicieli anarchistycznych, takich jak Michaił Bakunin i Piotr Kropotkin, niewolnictwo zarobkowe było stanem klasowym ze względu na istnienie własności prywatnej i państwa. Ta sytuacja klasowa opierała się przede wszystkim na:
1. Istnieniu mienia nieprzeznaczonego do aktywnego użytkowania;
2. Akumulacją własności w rękach nielicznych;
3. Brak bezpośredniego dostępu pracowników do środków produkcji i dóbr konsumpcyjnych;
4. Utrzymanie rezerwowej armii bezrobotnych robotników.

A po drugie na:
1. Marnotrawstwie wysiłków i zasobów pracowników na produkcję dóbr bezużytecznych i luksusowych;
2. Marnotrawstwie towarów, tak aby ich cena mogła pozostać wysoka;
3. Marnotrawstwie, które sprowadza się do pośredników pomiędzy producentem a konsumentem, czerpiącym zyski na każdym etapie pośrednictwa, bez żadnego wkładu w produkcję dóbr.

### Komunizm
Zarówno amerykańskie, jak i rosyjskie środki masowego przekazu opisywały ZSRR jako społeczeństwo komunistyczne lub socjalistyczne. Według amerykańskiego filozofa Noama Chomskiego brutalność państwa radzieckiego i niszczenie rad robotniczych zaczęto uważać za efekt socjalizmu i komunizmu, które kojarzono z hasłami pracowniczymi. Taka sytuacja miała pomóc oczernić te ruchy polityczne i przedstawić kapitalistyczną pracę najemną jako jedyną alternatywę dla modelu radzieckiego.

### Faszyzm
Faszystowska polityka gospodarcza była bardziej wrogo nastawiona do niezależnych związków zawodowych niż nowoczesne gospodarki w Europie czy Stanach Zjednoczonych. Stosowany przez faszystowskie ideologie system korporacjonizmu pozwalał na korzystanie z pracy najemnej i zagraniczne inwestycje korporacyjne (zwłaszcza ze Stanów Zjednoczonych), których ilość wzrosła m.in. w Niemczech po przejęciu władzy przez nazistów.
Faszyzm był postrzegany przez niektórych znanych krytyków, takich jak Buenaventura Durruti, jako ostatnia broń uprzywilejowanych w celu zapewnienia utrzymania niewolnictwa płacowego:

Żaden rząd nie walczy z faszyzmem, by go zniszczyć. Kiedy burżuazja widzi, że władza wymyka się jej z rąk, wywołuje faszyzm, by trzymać się swoich przywilejów.

## Psychologia
Według Noama Chomsky’ego, analiza psychologicznych konsekwencji niewolnictwa płacowego datuje się do epoki oświecenia. W swojej książce z 1791 O Granicach Działalności Państwa, liberalny myśliciel Wilhelm von Humboldt tłumaczył, że „cokolwiek, co nie wynika z wolnego wyboru człowieka lub jest jedynie wynikiem instrukcji i wskazówek, nie wchodzi w jego naturę; człowiek nie wykonuje tego działania prawdziwie ludzkimi siłami, a jedynie z mechaniczną dokładnością” – gdy więc robotnik pracuje pod kontrolą zewnętrzną, „możemy podziwiać to, co robi, ale gardzimy tym, kim jest”. Eksperymenty Milgrama, jak i stanfordzki eksperyment więzienny, ze względu, że badają ludzki autorytet i posłuszeństwo, okazały się przydatne w psychologicznym badaniu relacji związanych z wynagrodzeniami w miejscu pracy.

### Problemy z tożsamością i stres
Według badań, współczesna praca zapewnia ludziom poczucie osobistej i społecznej tożsamości, powiązanej z:
- Konkretną funkcją w pracy, nawet jeśli nie daje spełnienia; oraz
- idącą za nią społeczną rolą m.in. wykarmienie rodziny, tworzenie przyjaźni i tak dalej.

W związku z tym, utrata pracy pociąga za sobą utratę tej tożsamości.
Erich Fromm argumentował, że jeśli ktoś postrzega siebie jako będącego tym, co posiada, to gdy traci (lub nawet jedynie myśli o utracie) to, co „posiada” (np. dobry wygląd lub bystry umysł, które pozwalają mu sprzedawać swoją pracę za wysokie wynagrodzenie), lęk przed stratą może wywoływać niepokój i uaktywnić skłonności autorytarne, ponieważ zagrożone jest poczucie tożsamości takiej osoby. W przeciwieństwie do tego, kiedy poczucie samego siebie opiera się na tym, czego osoba doświadcza w „stanie bycia” z mniej materialistycznym przywiązaniem do tego, co kiedyś miała, co straciła bądź stracić mogłaby, wówczas przeważają mniej autorytarne tendencje. Zdaniem Fromma stan bycia prosperuje w miejscu pracy i gospodarce zarządzanej przez pracowników, podczas gdy samoposiadanie pociąga za sobą materialistyczne pojmowanie swego „ja”, stworzone w celu zracjonalizowania braku kontroli pracowniczej, która pozwalałaby na stan bycia.
Dziennikarz śledczy Robert Kuttner przeanalizował prace Jeffreya Johnsona i Ellen Hall, naukowców zajmujących się zdrowiem publicznym, dotyczące nowoczesnych warunków pracy i doszedł do wniosku, że „znajdować się w sytuacji życiowej, w której doświadcza się bezwzględnych żądań innych osób, mając stosunkowo niewielką kontrolę nad tymi żądaniami, oznacza być zagrożonym złym stanem zdrowia, zarówno fizycznego, jak i psychicznego”. W ramach pracy najemnej „stosunkowo niewielka elita domaga się upodmiotowienia, możliwości samorealizacji, autonomii i innej satysfakcji z powierzonych zadań, która częściowo rekompensuje długie godziny pracy”, podczas gdy „dane epidemiologiczne potwierdzają, że gorzej opłacani pracownicy o niższym statusie są bardziej narażeni na najbardziej klinicznie szkodliwe formy stresu, po części dlatego, że mają mniejszą kontrolę nad swoją pracą”.
Niewolnictwo płacowe i poprzedzający je system edukacji „sugeruje władzę posiadaną przez przywódcę. Bez władzy przywódca jest nieudolny. Posiadanie władzy nieuchronnie prowadzi do deprawacji. Każdy przywódca staje się zdeprawowany, nawet mimo dobrych intencji […]. [Przywództwo oznacza] moc inicjatywy, poczucie odpowiedzialności, szacunek dla samego siebie, który wynika z męstwa – jest to odbierane mężczyznom, a umacniane w liderze. Sumaryczna inicjatywa, odpowiedzialność, ich szacunek dla samego siebie, stają się jego [...], [a] porządek i system, który on utrzymuje, opiera się na powstrzymaniu mężczyzn od bycia niezależnymi myślicielami i wtłoczenia ich do roli »masy ludzkiej« […]. Jednym słowem, jest zmuszony stać się autokratą i wrogiem demokracji”. Dla „lidera” taka marginalizacja może być korzystna, ponieważ „lider” „nie widzi potrzeby wysokiego poziomu inteligencji wśród szeregowych osób, z wyjątkiem poklasku dla jego działań. Z jego punktu widzenia, inteligencja, rodząc krytykę i sprzeciw, przeszkadza i powoduje zamieszanie”. Niewolnictwo płacowe „pociąga za sobą erozję osobowości ludzkiej [...] [ponieważ] niektórzy ludzie poddają się woli innych, wzbudzając w nich instynkty, które predysponują ich do okrucieństwa i obojętności w obliczu cierpienia bliźnich”.

### Kontrola psychologiczna

#### Wyższe zarobki
W XIX-wiecznych dyskusjach o stosunkach pracy zwykle zakładano, że groźba głodu zmusza osoby nieposiadające majątku do pracy zarobkowej. Zwolennicy poglądu, że nowoczesne formy zatrudnienia stanowią niewolnictwo płacowe, nawet jeśli pracownicy wydają się mieć szereg dostępnych alternatyw, przypisują jego utrwalenie rozmaitym czynnikom społecznym, które utrzymują hegemonię klasy pracodawców.
W relacji o dziewczynach z młyna Lowell Harriet Hanson Robinson napisała, że zaoferowano bardzo hojne wynagrodzenie, aby przezwyciężyć poniżający charakter pracy:

W czasie, gdy powstawały przędzalnie Lowell, „kasta dziewcząt z fabryki” była najniższą wśród zatrudnionych kobiet. [...] Były one przedstawiane jako poddane wpływom, które niechybnie niszczą ich czystość i szacunek do samych siebie. W oczach nadzorcy były tylko bydlętami, niewolnicami, które trzeba było bić, szczypać i popychać. To właśnie dla przezwyciężenia tego uprzedzenia oferowano kobietom tak wysokie pensje, że skłonne były zostać „dziewczętami z fabryki”, pomimo hańby, która wciąż wiązała się z tym poniżającym stanowiskiem.

W swojej książce Disciplined Minds, Jeff Schmidt wskazuje, że profesjonalistom ufa się, że prowadzą organizacje w interesie swoich pracodawców. Ponieważ pracodawcy nie mogą być pod ręką, aby zarządzać każdą decyzją, profesjonaliści są szkoleni, aby „zapewnić, że każdy szczegół ich pracy sprzyja właściwym interesom – lub neutralizuje te nieprzychylne” w przypadku braku jawnej kontroli:

Wynikowy profesjonalista jest posłusznym myślicielem, własnością intelektualną, której pracodawcy mogą zaufać, aby eksperymentować, teoretyzować, wprowadzać innowacje i bezpiecznie tworzyć w ramach przypisanej ideologii.

Teoria Parecon (ekonomia uczestnicząca) zakłada istnienie klasy społecznej „między pracą a kapitałem” – lepiej opłacanych profesjonalistów, takich jak „lekarze, prawnicy, inżynierowie, menedżerowie i inni”. Klasa ta monopolizuje upodmiotowienie pracy i stanowi klasę powyżej pracowników najemnych, którzy w większości wykonują „wymagające posłuszeństwa rutynowe zadania”.

#### Niższe zarobki
Według Barbary Ehrenreich, terminy „pracownik” lub „zatrudniony” są często zastępowane przez „współpracownik”. Podkreśla to rzekomo dobrowolny charakter interakcji, jednocześnie ukrywając podrzędny status pracownika najemnego, jak również zacierając rozróżnienie między pracownikami i szefami, podkreślane przez ruchy robotnicze. Billboardy, a także reklamy telewizyjne, internetowe i prasowe konsekwentnie pokazują nisko opłacanych pracowników z uśmiechami na twarzach, wyglądających na szczęśliwych.
Rozmowy kwalifikacyjne i inne dane dotyczące wymagań dla pracowników o niższych kwalifikacjach w krajach rozwiniętych – szczególnie w rozwijającym się sektorze usług – wskazują, że im bardziej pracownicy są uzależnieni od niskich płac i im mniej wykwalifikowana lub pożądana jest ich praca, tym więcej pracodawców szuka pracowników bez lepszych możliwości zatrudnienia oczekując, że będą pozorować nadmierną motywację. Taki odsiew może nie tylko przyczyniać się do pozytywnego wyobrażenia pracodawcy o sobie jako osobie zapewniającej pożądane zatrudnienie, ale także sygnalizować zależność od wynagrodzenia poprzez wskazywanie chęci pracownika do pozorowania, co z kolei może zniechęcać do niezadowolenia zwykle wiążącego się ze zmianą pracy lub podjęciem działalności związkowej.
Jednocześnie pracodawcy w branży usługowej uzasadniali niestabilne zatrudnienie w niepełnym wymiarze godzin i niskie zarobki, umniejszając znaczeniu pracy w usługach dla życia pracowników (np. to tylko tymczasowe zajęcie przed znalezieniem czegoś lepszego, studencka praca na wakacje itd.).
Na początku XX wieku opracowano „naukowe metody łamania strajków” – wykorzystujące różne taktyki, które podkreślały, jak strajki podważają „harmonię” i „amerykanizm”.

## Samorządność pracownicza
Niektórzy działacze społeczni sprzeciwiający się systemowi rynkowemu lub systemowi cen pracy uważali oraz uważają syndykalizm, spółdzielnie pracownicze, samorządność pracowniczą czy kontrolę robotniczą za możliwe alternatywy dla obecnego systemu płac.

### Praca i rząd

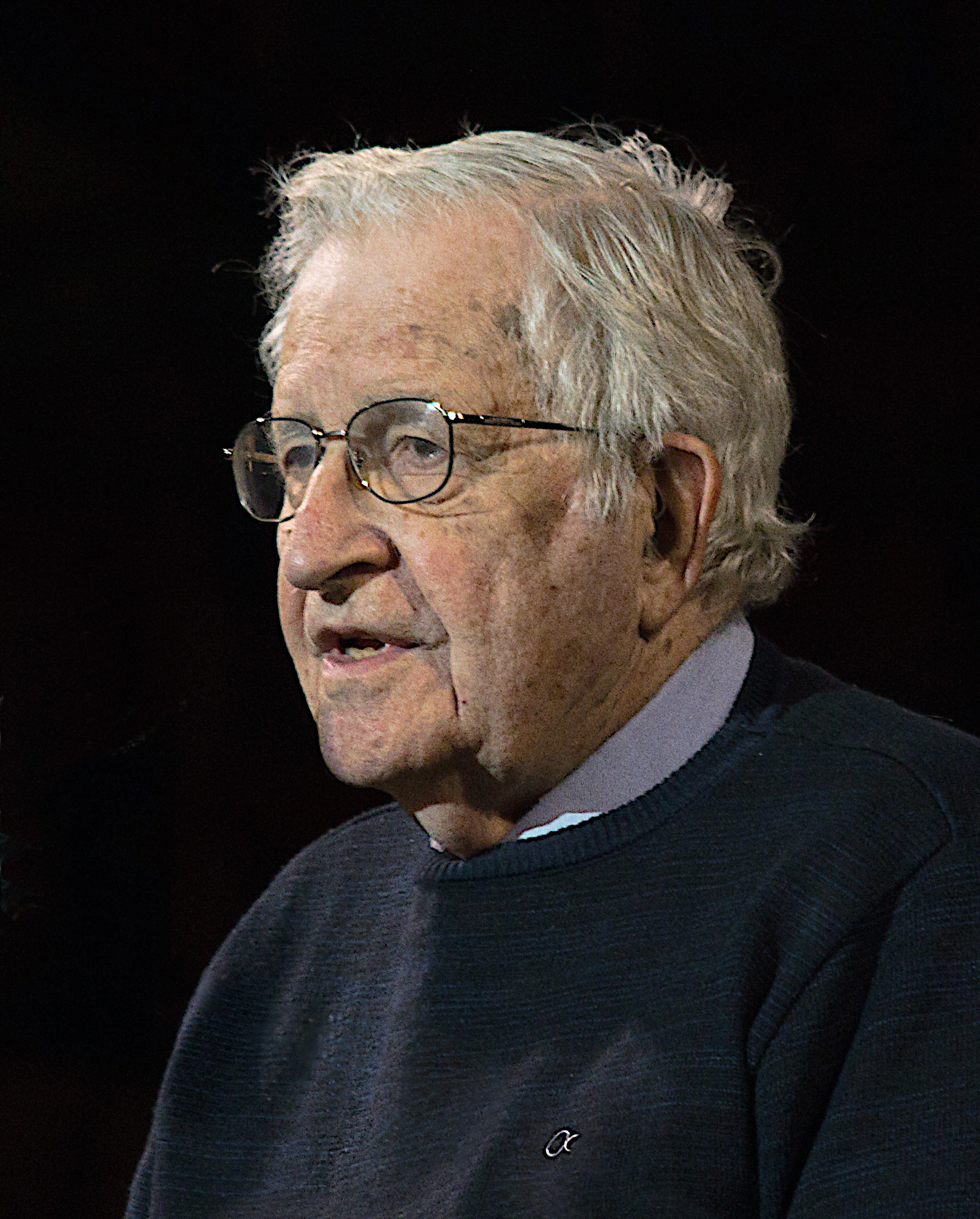
Noam Chomsky

Amerykański filozof John Dewey wierzył, że dopóki „feudalizm przemysłowy” nie zostanie zastąpiony przez „demokrację przemysłową”, polityka będzie „cieniem rzucanym na społeczeństwo przez wielki biznes”. Thomas Ferguson postulował w swojej inwestycyjnej teorii konkurencji partyjnej, że niedemokratyczny charakter instytucji ekonomicznych w kapitalizmie, powoduje, że wybory stają się okazją, w której bloki inwestorów łączą się i konkurują o kontrolę nad państwem.
Noam Chomsky argumentował, że teoria polityczna ma tendencję do rozmycia „elitarnej” funkcji rządu:

Współczesna teoria polityczna podkreśla przekonanie Madison, że „w sprawiedliwym i wolnym rządzie prawa zarówno własności, jak i osób powinny być skutecznie strzeżone”. Ale i w tym przypadku warto dokładniej przyjrzeć się doktrynie. Nie ma praw własności, są tylko prawa do własności, czyli prawa osób posiadających własność... W demokracji przedstawicielskiej, jak powiedzmy w Stanach Zjednoczonych czy Wielkiej Brytanii [...] panuje scentralizowany monopol władzy w państwie, a po drugie – i krytycznie – [...] demokracja przedstawicielska ogranicza się do sfery politycznej i w żaden poważny sposób nie wkracza w sferę gospodarczą [...] To znaczy tak długo, jak jednostki są zmuszone do wynajmowania się na rynku tym, którzy chcą ich zatrudnić, o ile ich rola w produkcji jest po prostu rolą narzędzi pomocniczych.

W związku z tym Chomsky wykorzystał teorie Bakunina o „instynkcie wolności”, bojową historię ruchów robotniczych, ewolucyjną zasadę przetrwania Kropotkina o wzajemnej pomocy oraz teorie Marca Hausera wspierające wrodzoną i uniwersalną zdolność moralną, aby wyjaśnić niezgodność ucisku z pewnymi aspektami ludzkiej natury.

### Wpływ na degradację środowiska
Profesor filozofii Uniwersytetu Loyola, John Clark i wolnościowy filozof socjalistyczny Murray Bookchin skrytykowali system pracy najemnej za zachęcanie do niszczenia środowiska, argumentując, że samorządne społeczeństwo przemysłowe lepiej zarządzałoby środowiskiem. Podobnie jak inni anarchiści, przypisują znaczną część zanieczyszczenia rewolucji przemysłowej i towarzyszącym jej „hierarchicznym” oraz „konkurencyjnym” stosunkom gospodarczym. Jak niekiedy wskazują zwolennicy samorządności pracowniczej, istnieje wiele przykładów historycznych, jak i współczesnych, kiedy samoorganizujący się pracownicy, poza staraniami mającymi poprawić warunki pracy, zwracali również uwagę na lokalne społeczności oraz ochronę środowiska.

### Umowy o pracę
Niektórzy krytykują niewolnictwo płacowe na ściśle umownych podstawach, np. David Ellerman i Carole Pateman, argumentując, że umowa o pracę jest fikcją prawną, ponieważ traktuje ludzi prawnie jako zwykłe narzędzia lub wkład poprzez zrzeczenie się odpowiedzialności i samostanowienia, co zdaniem krytyków jest niezbywalne. Jak wskazuje Ellerman, „pracownik jest prawnie przekształcany z bycia współodpowiedzialnym partnerem w bycie tylko dostawcą nakładów, który nie ponosi żadnej odpowiedzialności prawnej za zobowiązania [koszty] lub wytworzone produkty [przychody, zyski] działalności pracodawcy”.  Takie umowy są z natury nieważne, „dorosła osoba pozostaje de facto w pełni sprawna, mająca jedynie kontraktową rolę nie-osoby”, ponieważ nie jest możliwe fizyczne przeniesienie samostanowienia. Jak dowodzi Pateman:

Argument kontraktariusza jest niepodważalny przez cały czas, gdy przyjmuje się, że zdolności mogą „nabyć” zewnętrzną relację z jednostką i mogą być traktowane tak, jakby były własnością. Traktowanie zdolności w ten sposób oznacza również dorozumiane zaakceptowanie, że „wymiana” między pracodawcą a pracownikiem jest jak każda inna wymiana własności materialnej… Odpowiedź na pytanie, w jaki sposób można zakontraktować własność osoby, jest taka, że nie ma takiej możliwości. Siła robocza, zdolności lub usługi nie mogą być oddzielone od osoby pracownika jak części własności.

W nowoczesnym liberalnym społeczeństwie kapitalistycznym umowa o pracę jest egzekwowana, podczas gdy umowa zniewolenia nie; pierwsze jest uważane za ważne ze względu na jego dobrowolny/nieprzymusowy charakter, a drugi jest uważany za z natury nieważny, za obopólną zgodą lub nie. Znany ekonomista Paul Samuelson twierdził, że „ponieważ niewolnictwo zostało zniesione, prawo zabrania kapitalizacji ludzkiej siły zarobkowej. Człowiek nie może sprzedać samego siebie; musi wynajmować się za pensję”.
Niektórzy zwolennicy prawicowego libertarianizmu, w tym filozof Robert Nozick, odnoszą się do powyższych teorii we współczesnych społeczeństwach, argumentując, że konsekwentnie libertariańskie społeczeństwo dopuszczałoby i uważało za ważne dobrowolne/nieprzymusowe umowy zniewolenia, odrzucając pojęcie niezbywalnych praw.
Inni, jak Murray Rothbard, dopuszczają możliwość niewolnictwa za długi, twierdząc, że dożywotnia umowa o pracę może zostać zerwana, o ile niewolnik zapłaci odpowiednie odszkodowanie:

Jeżeli A zgodził się pracować dożywotnio dla B w zamian za 10 000 gramów złota, będzie musiał zwrócić proporcjonalną kwotę własności, jeśli zerwie umowę i przestanie pracować.